# Pretty on the Inside
Pretty on the Inside – pierwszy album studyjny amerykańskiego zespołu grunge'owego Hole, wydany w 17 września 1991 roku. Płyta sprzedała się w nakładzie 20 000 egzemplarzy i zyskała status kultowej wśród fanów gatunku. Wydanie gramofonowe Pretty on the Inside zostało wydane ponownie w 2011 roku w Stanach Zjednoczonych, po 20 latach od pierwszego wydania albumu. Pomimo sukcesu jaki odniosła płyta, Courtney Love - wokalistka Hole i liderka zespołu, po latach określiła ją jako "nienadającą się do słuchania".

## Lista utworów
1. "Teenage Whore" - 2:57
2. "Babydoll" - 4:59
3. "Garbage Man" - 3:19
4. "Sassy" - 1:43
5. "Good Sister/Bad Sister" - 5:47
6. "Mrs Jones" - 5:25
7. "Berry" - 2:46
8. "Loaded" - 4:19
9. "Starbelly" - 1:46
10. "Pretty on the Inside" - 1:27
11. "Clouds"[5] - 3:58